# Виноградский, Николай Николаевич
Николай Николаевич Виноградский (1 (13) февраля 1883 — 27 января 1931) — сотрудник МВД Временного правительства, участник процесса по делу «Тактического центра», негласный сотрудник ОГПУ.

## Биография
Родился в дворянской семье. Сын подольского губернского предводителя дворянства Николай Ильича Виноградского (1833—1904) и его жены Ольги Александровны Неверовской, дочери генерал-лейтенанта А. А. Неверского.
Поступил 1 (13) сентября 1895 года в III класс Пажеского корпуса и по окончании его, стал офицером Преображенского полка.
Был избран предводителем дворянства в Западном крае. Служил чиновником Министерства внутренних дел Временного правительства, однако по другим сведениям сотрудником министерства был только до февраля 1917 года.
В советское время работал членом коллегии Главтопа. В 1918—1919 годах в рамках программ «Совета общественных деятелей» был привлечён к разработке проекта реформ местного самоуправления на окраинах. По другим сведениям был помощником С. М. Леонтьева по организации связей с англичанами. Арестован 10 февраля 1920 года «как участник нелегальной контрреволюционной монархической организации „Тактический Центр“». На допросах стал активно сотрудничать со следствием, назвал всех известных ему участников. Стал осведомителем ОГПУ. На процессе по делу «Тактического центра» расстрел заменён освобождением по амнистии.
В 1920-е годы после освобождения работал в Министерстве финансов в Москве. В 1930 году арестован по делу «Союзного Бюро меньшевиков», приговорён к высшей мере и расстрелян на Лубянке.

## Семья
- Брат — Александр (1874—1935), генерал-майор, военный писатель, в эмиграции.